# Stellinha Egg
Stella Maria Egg, conocida artísticamente como Stellinha Egg (Curitiba, 18 de julio de 1914 -  Curitiba, 17 de junio de 1991), fue una cantante y compositora brasileña.
Se casó con maestro Lindolfo Gaya y socio musical de Luiz Gonzaga, Dorival Caymmi, Silvio Caldas, entre otros.

## Carrera
Stella Maria Egg nació en Curitiba el 18 de julio de 1914. La hija de Carlos Egg y Estela Campos Egg, Stellinha (un diminutivo afectivo de Stella) fue uno de los más conocidos compositores-cantante en el país. Su interés por la música prviene de su familia: cantó con sus hermanos en las reuniones familiares, mientras que su padre tocaba la flauta y su madre la mandolina. Cuando ella tenía cinco años, empezó a cantar en la Iglesia Presbiteriana.
Su carrera comenzó a Rádio Clube Paranaense, donde fue contratada por Rádio Tupi en São Paulo, después de ganar un concurso. Durante la década de 1940 y 1950, Egg cantó en Radio Tupi en Río de Janeiro. En 1945, se casó con el maestro y pianista Lindolfo Gaya, que luego se convirtió en responsable por sus arreglos musicales. Escribió una de las canciones que cantó, "Um amor para amar". En los años 50 fue elegida tres veces como la mejor intérprete de música popular brasileña.
Después de recibir el disco de oro de la organización de noticias y radio Globo, fue en una gira europea, donde con éxito se actuó en países como Portugal, Rusia, Polonia, Ucrania, Francia e Italia. Ella colaboró con grandes nombres de la Música Popular Brasileña, como Luiz Gonzaga, Dorival Caymmi y Silvio Caldas y sus principales composiciones son "Una moda da carranquinha", "Boi barroso", "Cablocla Jandira", "Cantar da minha terra", "Cantigas meu Brasil" y "Fandango".
Después de la muerte de su esposo  los años 80, regresó a Curitiba, retirándose de las actuaciones. Murió en Curitiba el 17 de junio de 1991, cuando tenía 77 años de edad.